# 雜斑盔魚
雜斑盔魚，為輻鰭魚綱鱸形目隆頭魚亞目隆頭魚科的其中一種，分布於東大西洋區，從瑞典至加彭洛佩茲角海域，包括地中海，棲息深度0-120公尺，體長可達30公分，主要棲息在沿海海草生長的礁石區，老成魚會生活在深水域，單獨或成小群活動，夜間或受驚嚇時會躲入沙中，屬肉食性，以腹足類、海膽、甲殼類、端足類等為食，可作為觀賞魚、食用魚及遊釣魚。

## 擴展閱讀
維基物種上的相關：雜斑盔魚